# 広島平和文化センター
公益財団法人広島平和文化センター（ひろしまへいわぶんかセンター）とは、広島平和記念資料館の運営などをする公益財団法人。2023年（令和5年）2月1日現在、会長は広島市長の松井一實、理事長は元エジプト大使の香川剛廣氏。

## 概要
山田節男市長の構想に基づき、1967年（昭和42年）10月13日に広島市の一部局として発足したのが始まりであるが、これに先行する構想として広島流川教会の牧師であった谷本清の「ヒロシマ・ピース・センター」構想がある。この構想は被爆者治療を目的とする病院・被爆被害の研究機関・これに付属する展示施設・世界の平和問題を研究する研究機関を設けるというものだったという。これは後に、広島赤十字・原爆病院、放射線影響研究所、広島平和記念資料館、広島大学平和科学研究センター、広島市立大学広島平和研究所、広島平和文化センターなどに繋がる。
理事長には原水禁・原水協の分裂を考慮して両団体関係者以外の広島の人を起用してきた。秋葉忠利市長になってからは広島以外の人間を登用している。2007年（平成19年）4月23日に理事長に就任した米国人スティーブン・リーパーは、同年5月30日、原爆資料館（広島市中区）を運営する広島平和文化センターの展示内容を見直す検討委員会に、中国・韓国などアジア出身の委員を起用する方針を明らかにした。その主意について「原爆投下を『日本の植民地支配から解放した』と肯定する考えが根強いアジアの声に触れながら議論を深め、多民族が共感、納得できる施設にしたい」と述べた（中国新聞）。

## 沿革
- 1967年（昭和42年）10月：広島市の一局として発足
- 1976年（昭和51年）04月：財団法人広島平和文化センター発足
- 1988年（昭和63年）11月：中国人民平和軍縮協会との交流のため、最初の訪中団を派遣
- 1998年（平成10年）04月：財団法人広島市国際交流協会と統合。広島平和記念資料館、広島国際会議場の管理・運営を広島市から受託
- 2001年（平成13年）04月：広島市留学生会館が開館、同館の管理・運営を広島市から受託
- 2002年（平成14年）08月：広島市の平和記念公園に建設された国立広島原爆死没者追悼平和祈念館が開館。同館の管理・運営を厚生労働省から受託
- 2011年（平成23年）04月：公益法人制度改革に伴い、公益財団法人に移行